# Religioni in Senegal
La religione più diffusa in Senegal è l'islam. Secondo una statistica del 2010, i musulmani sono il 93,9% della popolazione e sono in maggioranza sunniti; il cristianesimo è seguito dal 3,5% della popolazione e le religioni africane tradizionali dal 2% della popolazione, mentre lo 0,4% circa della popolazione segue altre religioni e lo 0,2% circa della popolazione non segue alcuna religione. Una stima del 2015 dell'Association of Religion Data Archives (ARDA) dà i musulmani al 90% della popolazione, i cristiani al 5,5% della popolazione e le religioni africane tradizionali al 4% della popolazione; lo 0,2% circa della popolazione non segue alcuna religione e lo 0,3% circa della popolazione segue altre religioni. Una stima della CIA del 2019 dà i musulmani al 97,2% della popolazione e i cristiani al 2,7%, mentre il restante 0,1% della popolazione segue altre religioni o non segue alcuna religione.

## Religioni presenti

### Islam
La maggioranza dei musulmani senegalesi è sunnita e segue la corrente malikita; molti musulmani seguono il sufismo. Circa l’1% dei musulmani appartiene alla minoranza ahmadiyya, mentre gli sciiti sono inferiori allo 0,1%.

### Religioni africane
Le religioni africane tradizionali basate sull'animismo sono ancora seguite in Senegal soprattutto nei villaggi e nelle zone rurali. Tali religioni sono basate sulla fede in un essere supremo e negli spiriti, che possono controllare forze soprannaturali. In diversi gruppi etnici è molto importante la venerazione degli spiriti degli antenati. È diffusa anche la credenza nella magia. Alcuni aspetti della religione tradizionale si sono fusi con l'islam e il cristianesimo, creando forme di sincretismo religioso. Anche nei centri urbani vi sono molte persone che pur adorando il Dio cristiano o musulmano considerano gli spiriti degli antenati come importanti guide spirituali della propria vita.

### Altre religioni
In Senegal sono presenti piccoli gruppi di seguaci del bahaismo, del buddhismo e dell'induismo.